# David McConnell
David Shawn McConnell (* 5. Oktober 1970 in Idaho) ist ein US-amerikanischer Schauspieler und Filmproduzent.

## Leben
Sein Schauspieldebüt feierte McConnell in einer Episode der Fernsehserie Crime Story. 1988 folgte mit Heathers die erste Besetzung in einem Spielfilm. Er gehörte zum Cast von Troll 2 aus dem Jahr 1990, der über die Jahre Kultstatus erlangte. Im Gegensatz zu seinen Schauspielkollegen war McConnell auch in den folgenden Jahren in größeren Filmproduktionen zu sehen. 2012 war er für sechs Episoden der Fernsehserie Junior Doctors: Your Life in Their Hands als Produzent verantwortlich.

## Filmografie (Auswahl)

### Schauspiel
- 1986: Crime Story (Fernsehserie, Episode 1x04)
- 1988: Heathers
- 1990: Troll 2
- 1995: Gib mir meine Kinder wieder (Semi-Precious Whose Daughter Is She?, Fernsehfilm)
- 1996: Unabomber – Die Bestie des Terrors (Unabomber: The True Story, Fernsehfilm)
- 1997: Im Bann des Terrors (Divided by Hate, Fernsehfilm)
- 1999: Bats – Fliegende Teufel (Bats)
- 2000: Ein Hauch von Himmel (Touched By An Angel, Fernsehserie, Episode 6x15)
- 2002: The Pennsylvania Miners’ Story (Fernsehfilm)
- 2003: Artworks
- 2011: The Ides of March – Tage des Verrats (The Ides of March)
- 2014: Love Finds You in Sugarcreek (Fernsehfilm)
- 2015: Die Cleveland – Entführung (Cleveland Abduction, Fernsehfilm)
- 2019: The Trial of Porter Rockwell (Kurzfilm)
- 2019: Her Deadly Reflections (Fernsehfilm)
- 2019: The Fighting Preacher
- 2020: Romance in the Air (Fernsehfilm)
- 2020: Scarlett
- 2021: Love in Aruba
- 2023: A Sacrifice of All Things: The Story of St. George and its Temple
- 2024: Escape from Germany

### Produzent
- 2012: Junior Doctors: Your Life in Their Hands (Fernsehserie, 6 Episoden)